# Operación Triunfo

Edycje na świecie

Operación Triunfo – hiszpański program telewizyjny typu reality show. Po raz pierwszy został wyemitowany w hiszpańskiej sieci TVE w 2001 roku. Konkurs talentów muzycznych z głosowaniem widzów i elementami reality show, który zapoczątkował serię Endemol Star Academy, ma na celu znalezienie następnej sensacji śpiewania solowego w tym kraju.
Operación Triunfo (znana również jako OT) została wyemitowana po raz pierwszy w 2001 roku. W latach 2001–2004 w TVE wyemitowano trzy edycje, które służyły również jako krajowe eliminacje Hiszpanii w Konkursie Piosenki Eurowizji. Pierwsza seria OT odniosła szczególny sukces w ilości widzów, stając się jednym z najpopularniejszych programów w historii hiszpańskiej telewizji i obejmująca piosenkarzy, którzy cieszyli się długoletnim uznaniem publiczności: w szczególności Rosa López, David Bisbal, David Bustamante lub  Chenoa. Po trzeciej serii TVE zdecydowało się nie przedłużać programu, a jego prawa zostały przejęte przez Telecinco, który wyemitował serię 5–8 serialu. Seria 8 w 2011 roku została odwołana z powodu słabej oglądalności, a jej finał został w rezultacie pospieszny.

## Format
Wybrani chętni trafiają do „akademii”, zarządzanej przez dyrektora, gdzie są trenowani przez różnych profesjonalistów z różnych dyscyplin artystycznych i są filmowani kamerami (pomysł zapożyczony z innego wielkiego reality show Endemol – Big Brother). Raz w tygodniu zawodnicy muszą zmierzyć się z pokazem w prime time, w którym śpiewają cover popularnej piosenki, którą przygotowali tydzień wcześniej, a także podsumowują swoje próby i udręki w akademii z zeszłego tygodnia. W programie na żywo często gościnnie wystąpią specjalne gwiazdy, z którymi niektórzy zawodnicy mają okazję zaśpiewać. Na podstawie werdyktów sędziów i głosowania widzów najsłabszy zawodnik jest odrzucany. Ostateczny zwycięzca otrzymuje kontrakt płytowy i/lub pewną sumę pieniędzy.

## Edycje
| Edycja | Rok     | Zwycięzca            | 2. miejsce         | 3. miejsce       | 4. miejsce          | 5. miejsce       | 6. miejsce       | Prowadzący    |
| ------ | ------- | -------------------- | ------------------ | ---------------- | ------------------- | ---------------- | ---------------- | ------------- |
| 1      | 2001–02 | Rosa López           | David Bisbal       | David Bustamante | Chenoa              | Manu Tenorio     | Verónica Romero  | Carlos Lozano |
| 2      | 2002–03 | Ainhoa Cantalapiedra | Manuel Carrasco    | Beth Rodergas    | Miguel Nández       | Hugo Salazar     | Joan Tena        | Carlos Lozano |
| 3      | 2003–04 | Vicente Seguí        | Ramón del Castillo | Miguel Cadenas   | Davinia Cuevas      | Mario Martínez   | Leticia Pérez    | Carlos Lozano |
| 4      | 2005    | Sergio Rivero        | Soraya Arnelas     | Víctor Estévez   | Idaira Fernández    | Fran Dieli       | Edurne García    | Jesús Vázquez |
| 5      | 2006–07 | Lorena Gómez         | Daniel Zueras      | Leo Segarra      | Saray Ramírez       | Moritz Weisskopf | José Galisteo    | Jesús Vázquez |
| 6      | 2008    | Virginia Maestro     | Pablo López        | Chipper Cooke    | Manu Castellano     | Sandra Criado    | Mimi Segura      | Jesús Vázquez |
| 7      | 2009    | Mario Álvarez        | Brenda Mau         | Jon Allende      | Ángel Capel         | Patricia Navarro | Sylvia Parejo    | Jesús Vázquez |
| 8      | 2011    | Nahuel Sachak        | Álex Forriols      | Mario Jefferson  | Alexandra Masangkay | Niccó            | Josh Prada       | Pilar Rubio   |
| 9      | 2017–18 | Amaia Romero         | Aitana Ocaña       | Miriam Rodríguez | Alfred García       | Ana Guerra       | Agoney Hernández | Roberto Leal  |
| 10     | 2018    | Famous Oberogo       | Alba Reche         | Natalia Lacunza  | Sabela Ramil        | Julia Medina     | Miki Núñez       | Roberto Leal  |
| 11     | 2020    | Nía Correia          | Flavio Fernández   | Eva Barreiro     | Anaju Calavia       | Hugo Cobo        | Maialen Gurbindo | Roberto Leal  |
| 12     | 2021    | TBA                  | TBA                | TBA              | TBA                 | TBA              | TBA              | TBA           |

     Edycje użyte do wybrania hiszpańskiego reprezentanta na Konkursie Piosenki Eurowizji
     Artyści wybrani do reprezentowania Hiszpanii w Konkursie Piosenki Eurowizji w odpowiadających latach.

### 1 edycja (2001-2002)
Wszyscy trzej finaliści inauguracyjnej serii wydali debiutanckie albumy, ale podczas gdy Rosa (w towarzystwie kilku innych pretendentów jako śpiewacy wspierający) zajęła 7. miejsce w Konkursie Piosenki Eurowizji 2002 z piosenką „Europe's Living a Celebration”.
| Miejsce | Uczestnicy        |
| 01      | Rosa López        |
| 02      | David Bisbal      |
| 03      | David Bustamante  |
| 04      | Chenoa            |
| 05      | Manu Tenorio      |
| 06      | Verónica Romero   |
| 07      | Nuria Fergó       |
| 08      | Gisela            |
| 09      | Naím Thomas       |
| 10      | Alejandro Parreño |
| 11      | Juan Camus        |
| 12      | Natalia           |
| 13      | Àlex Casademunt   |
| 14      | Javián            |
| 15      | Mireia            |
| 16      | Geno Machado      |

### 2 edycja (2002-2003)
Druga seria Operación Triunfo stała się anomalią w kategorii popularnych reality show muzycznych. Zwycięzca odniósł bardzo mały sukces po show, a wielu zawodnikom, którzy uplasowali się nisko, odniosło ogromne sukcesy w Europie i Ameryce Łacińskiej, nie tylko w Hiszpanii. Beth została wybrana do reprezentowania Hiszpanii w Konkursie Piosenki Eurowizji 2003. Zajęła 8 miejsce z piosenką „Dime”.
| Miejsca | Uczestnicy         |
| 01      | Ainhoa             |
| 02      | Manuel Carrasco    |
| 03      | Beth               |
| 04      | Miguel Nández      |
| 05      | Hugo Salazar       |
| 06      | Joan Tena          |
| 07      | Tony Santos        |
| 08      | Nika               |
| 09      | Vega               |
| 10      | Danni Úbeda        |
| 11      | Elena Gadel        |
| 12      | Tessa              |
| 13      | Marey              |
| 14      | Cristie            |
| 15      | Enrique Anaut      |
| 16      | Miguel Ángel Silva |
| 17      | Mai Meneses        |

### 3 edycja (2003-2004)
Była to ostatnia edycja emitowana przez TVE do 2017 roku, oraz najmniej oglądana do 2011 roku.
| Miejsca | Uczestnicy     |
| 01      | Vicente Seguí  |
| 02      | Ramón          |
| 03      | Miguel Cadenas |
| 04      | Davinia        |
| 05      | Mario          |
| 06      | Leticia Pérez  |
| 07      | Noelia Fonte   |
| 08      | Nur            |
| 09      | Beatriz        |
| 10      | Borja Voces    |
| 11      | Israel         |
| 12      | Jorge          |
| 13      | Sonia Belice   |
| 14      | Miriam         |
| 15      | José           |
| 16      | Fede Monreal   |
| 17      | Isabel         |

### 4 edycja (2005)
TVE odrzuciło czwartą serię, decydując się na wybór swojego zgłoszenia do Konkursu Piosenki Eurowizji za pomocą narodowego finału z udziałem wielu artystów. Spektakl został następnie zaoferowany Telecinco, który kupił format. Czwarta seria rozpoczęła się w czerwcu 2005 roku i uzyskała lepsze notowania niż trzecia, ale nigdy nie osiągnęła wyników, które osiągnęła pierwsza seria. Soraya Arnelas, zdobywczyni 2. miejsca reprezentowała Hiszpanię na Konkursie Piosenki Eurowizji 2009, a Edurne, która zdobyła 6. miejsce, reprezentowała Hiszpanię na Konkursie Piosenki Eurowizji 2015.
| Miejsce | Uczestnicy       |
| 01      | Sergio Rivero    |
| 02      | Soraya Arnelas   |
| 03      | Víctor           |
| 04      | Idaira           |
| 05      | Fran Dieli       |
| 06      | Edurne           |
| 07      | Lidia Reyes      |
| 08      | Sandra           |
| 09      | Guille Barea     |
| 10      | Guillermo Martín |
| 11      | Mónica Gallardo  |
| 12      | Dani Sanz        |
| 13      | Héctor           |
| 14      | Jesús de Manuel  |
| 15      | Trizia           |
| 16      | Janina           |

### 5 edycja (2006-2007)
Telecinco ogłosiło w maju 2006 roku, że piąta seria programu miała zostać wydana w październiku 2006 roku. Piąta seria rozpoczęła się w niedzielę 8 października 2006 z 18 finalistami, ale dwóch finalistów musiało odejść i nie weszli do akademii.
| Miejsca | Uczestnicy    |
| 01      | Lorena        |
| 02      | Daniel        |
| 03      | Leo           |
| 04      | Saray         |
| 05      | Moritz        |
| 06      | José Galisteo |
| 07      | Ismael        |
| 08      | Jorge         |
| 09      | Eva           |
| 10      | Vanessa       |
| 11      | Mayte         |
| 12      | Mercedes      |
| 13      | Cristina      |
| 14      | José Antonio  |
| 15      | Xavier        |
| 16      | Encarna       |

### 6 edycja (2008)
Castingi do nowej serii rozpoczęły się w Barcelonie 18 lutego 2008. Szósta seria rozpoczęła się 8 kwietnia 2008, z 18 kandydatami do akademii (dwóch się wycofało). Ta seria była kontrowersyjna, ponieważ wielu krytyków wskazywało, że seria skupia się bardziej na aspekcie reality show niż na talencie uczestników.
| Miejsce | Uczestnicy |
| 01      | Virginia   |
| 02      | Pablo      |
| 03      | Chipper    |
| 04      | Manu       |
| 05      | Sandra     |
| 06      | Mimi       |
| 07      | Iván       |
| 08      | Noelia     |
| 09      | Anabel     |
| 10      | Tania S    |
| 11      | Reke       |
| 12      | Esther     |
| 13      | Tania G    |
| 14      | Rubén      |
| 15      | Paula      |
| 16      | Ros        |
| 17      | Patty      |

### 7 edycja (2009)
Castingi wykonano w marcu i kwietniu 2009 roku w całej Hiszpanii. Pierwsza gala z OT 2009 była transmitowana w telewizji 29 kwietnia 2009. Po raz kolejny Risto Mejide był częścią jury, wraz z Noemí Galera, Coco Comín i Ramoncín.
| Miejsce | Uczestnicy        |
| 01      | Mario Alvarez     |
| 02      | Brenda Mau        |
| 03      | Jon Allende       |
| 04      | Angel Capel       |
| 05      | Patricia Navarro  |
| 06      | Silvia Parejo     |
| 07      | Cristina Rueda    |
| 08      | Samuel Cuenda     |
| 09      | Rafa Bueso        |
| 10      | Alba Lucia Lopez  |
| 11      | Elias Vargas      |
| 12      | Diana Tovar       |
| 13      | Maxi              |
| 14      | Nazaret Tebar     |
| 15      | Pedro Moreno      |
| 16      | Guadiana Almena   |
| 17      | Víctor Púa        |
| 18      | Patricia del Olmo |

### 8 edycja (2011)
Był to ostatni serial emitowany przez Telecinco. Program został odwołany po 35 dniach z powodu słabej oglądalności. Zakończył się pośpiesznym finałem z udziałem zawodników z poprzednich serii.
| Miejsce | Uczestnicy |
| 01      | Nahuel     |
| 02      | Álex       |
| 03      | Jefferson  |
| 04      | Alexandra  |
| 05      | Niccó      |
| 06      | Josh       |
| 07      | Roxio      |
| 08      | Naxxo      |
| 09      | Coraluna   |
| 10      | Nirah      |
| 11      | Juan       |
| 12      | Moneiba    |
| 13      | Geno       |
| 14      | Ramil      |
| 15      | Charli     |
| 16      | Silva      |
| 17      | Sira       |
| 18      | Alexxa     |
| 19      | Miguel     |

### 9 edycja (2017–2018)

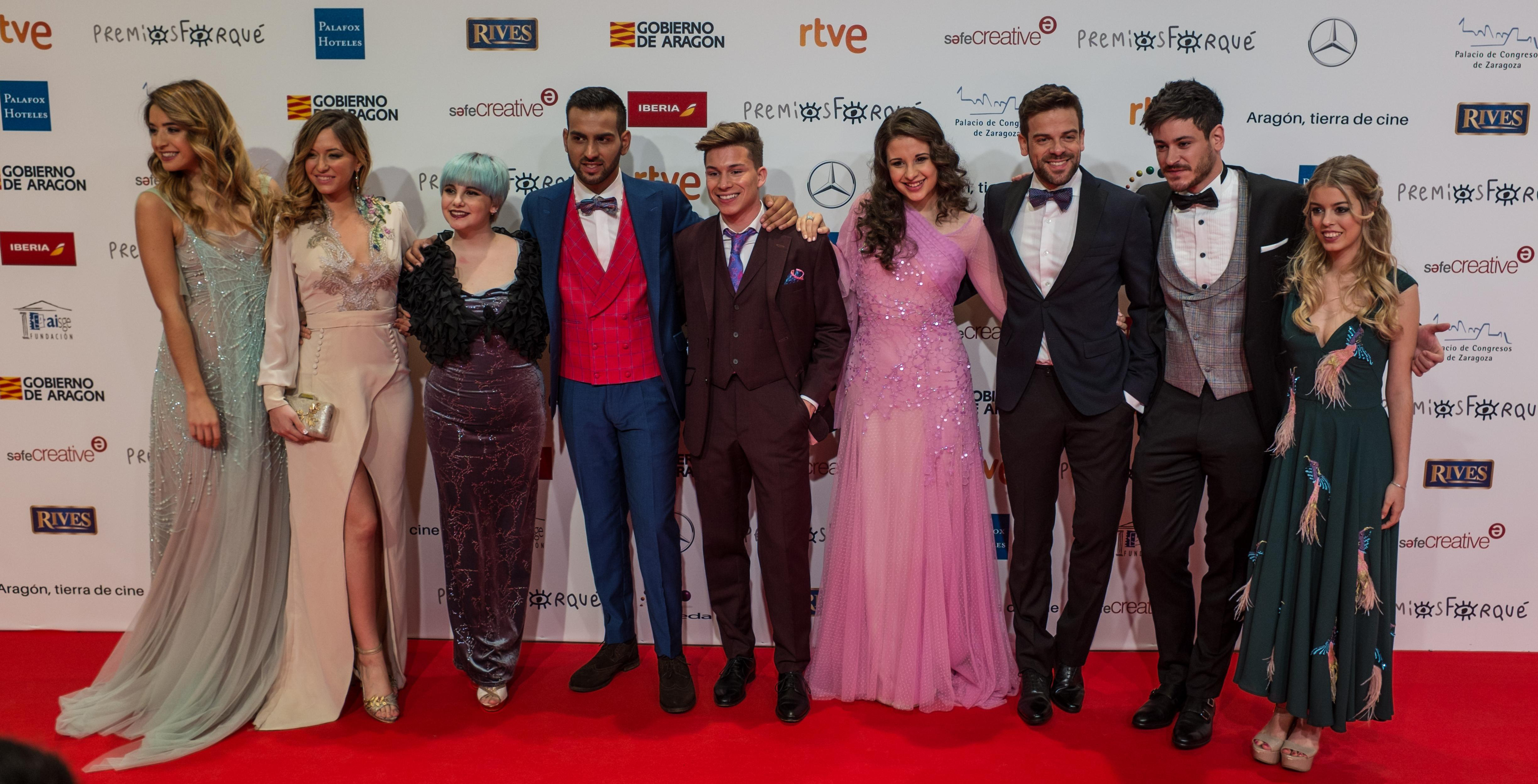
Niektórzy z uczestników Operación Triunfo 2017 na Premios Forqué 2018.

Sześć lat po przerwaniu programu i trzynaście lat po jego ostatnim wyemitowaniu w TVE, RTVE ponownie wyemitowało konkurs. Całkowity koszt nowej serii wyniósł 10,2 mln euro. Przesłuchania castingowe do dziewiątej serii odbyły się od 14 czerwca 2017 do 18 lipca 2017 w Barcelonie, Las Palmas, Palmie, Walencji, Santiago de Compostela, Bilbao, Granadzie, Sewilli i Madrycie. Podniesiono minimalny wiek do startu w show do 18 lat. Premiera serialu odbyła się 23 października 2017. Finał odbył się 5 lutego 2018, a Amaia Romero została ogłoszona zwycięzcą. Amaia i Alfred zostali wybrani do reprezentowania Hiszpanii w Konkursie Piosenki Eurowizji 2018 z piosenką „Tu canción” i zajęli 23. miejsce.
| Miejsce | Uczestnicy   |
| 01      | Amaia        |
| 02      | Aitana       |
| 03      | Miriam       |
| 04      | Alfred       |
| 05      | Ana Guerra   |
| 06      | Agoney       |
| 07      | Roi          |
| 08      | Nerrea       |
| 09      | Cepeda       |
| 10      | Raoul        |
| 11      | Mireia       |
| 12      | Ricky        |
| 13      | Marina       |
| 14      | Thalía       |
| 15      | Juan Antonio |
| 16      | Mimi         |
| 17      | João         |
| 18      | Mario        |

### 10 edycja (2018)
28 lutego 2018 Rada Zarządzająca RTVE zatwierdziła odnowienie Operación Triunfo dla dziesiątej serii. Przesłuchania castingowe do dziesiątej serii odbyły się od 30 maja 2018 do 10 lipca 2018 w Barcelonie, Alicante, Walencji, Majorce, San Sebastián, Vigo, Teneryfie, Maladze, Sewilli i Madrycie. Edycja miała premierę 19 września 2018 roku i zakończyła się 19 grudnia 2018 roku. Reprezentanta na Konkurs Piosenki Eurowizji 2019 wybrano podczas specjalnego programu Gala Eurovisión 20 stycznia 2019.
| Miejsce | Uczestnicy   |
| 01      | Famous       |
| 02      | Alba Reche   |
| 03      | Natalia      |
| 04      | Sabela       |
| 05      | Julia        |
| 06      | Miki         |
| 07      | Marta        |
| 08      | Maria        |
| 09      | Marilla      |
| 10      | Carlos Righ  |
| 11      | Noelia       |
| 12      | Damion       |
| 13      | Dave         |
| 14      | Joan Garriso |
| 15      | África       |
| 16      | Alfonso      |
| 17      | Rodrigo      |
| 18      | Luis         |

### 11 edycja (2020)
Przesłuchania castingowe do jedenastej serii odbyły się od 7 października 2019 do 6 listopada 2019 w Barcelonie, Las Palmas, Walencji, Palmie, Maladze, Sewilli, Bilbao, Santiago de Compostela i Madrycie.  Premiera edycji miała miejsce 12 stycznia 2020 roku.
| Miejsce | Uczestnicy |
| 01      | Nía        |
| 02      | Flavio     |
| 03      | Eva        |
| 04      | Anaju      |
| 05      | Hugo       |
| 06      | Maialen    |
| 07      | Samantha   |
| 08      | Bruno      |
| 09      | Gèrard     |
| 10      | Jesús      |
| 11      | Rafa       |
| 12      | Anne       |
| 13      | Javy       |
| 14      | Nick       |
| 15      | Eli        |
| 16      | Ariadna    |
| 17      | Valery     |
| 18      | Adri       |